# Die Flut (opéra)
Personnages
- La fille (soprano)
- Le jeune homme (ténor)
- Le vieux banquier (basse)
- Le pêcheur (baryton)

Die Flut (en français, La Marée) est un opéra de Boris Blacher basé sur un livret de Heinz von Cramer.

## Argument
La scène est un banc de sable sur lequel s'est échoué l'épave d'un vieux voilier, hier, aujourd'hui ou demain.
Pas très loin du rivage, un voilier s'est échoué sur un banc de sable il y a quelques décennies. Trois personnes enthousiastes qui font une croisière et qui se sont arrêtées à l’escale, regardent l’épave : un vieux banquier avec sa fiancée qui pourrait être sa fille et un jeune homme qui donne une impression quelque peu louche. Les trois touristes demandent à un pêcheur de les guider vers l'épave. Parce qu'il a immédiatement des sentiments pour la fille, il accompagne les trois inconnus à travers les vasières.
Tandis que les touristes suivent le vieux marin, la marée fait monter l’eau de plus en plus jusqu’au naufrage. Maintenant, le vieux banquier a peur. Il sort de sa poche tout l'argent qu'il a avec lui et promet de le donner à quelqu'un qui ose descendre à terre et prendre un bateau. Déçu, il doit se rendre compte que le jeune homme et le pêcheur ne se soucient pas de son argent, bien que ce soit pour des motifs complètement différents. Ce dernier est amoureux de la jeune fille et elle est tellement impressionnée par les bras puissants du pêcheur qu’elle n’est que trop heureuse de lui rendre la pareille. D'autre part, le jeune homme, devenu avide de voir les nombreux billets, n'a que l'intention de voler le banquier à la première occasion.
Progressivement, la marée descend. Le banquier reprend ses esprits. Mais sa joie ne dure que brièvement; parce que le jeune homme lui demande de sortir tout son argent. Lorsque le vieil homme refuse, le jeune homme le poignarde. D'abord, la fille est choquée par ce qui s'est passé, mais lorsque le jeune homme lui demande de l'accompagner, gagne dans son cœur l'envie d'une vie sans soucis et du luxe. Pour cette raison même, elle s'était déjà rapproché du vieux banquier ; l'amour n'est pas sa motivation !
Le pêcheur reste seul avec le corps du vieil homme sur l'épave. Naïvement perdu dans ses pensées, il rêve que la fille lui revienne. Il ne soupçonne pas que cela n'arrivera jamais.

## Musique
L'orchestration est minimale : cinq vents et un quintette à cordes. Cet orchestre de chambre composé de dix membres témoigne de la manière dont le compositeur réussit à caractériser musicalement les quatre personnages. La musique est à la fois mélodique et rythmiquement très riche en contrastes. Chose inhabituelle, le chœur de chambre chante dans toutes les directions. Cela peut s'expliquer par le fait que l'œuvre fut composée à l'origine pour une diffusion à la radio.

## Histoire
Le minimalisme de Die Flut dans l'instrumentation, l'orchestration, l'espace requis et les exigences minimales pour la technologie scénique suit celui de Die Nachtschwalbe en 1948. Bien que cette restriction de fonds soit probablement due aux circonstances de la période d'après-guerre immédiate, les œuvres montrent également des similitudes dans le contenu et le style de leurs thèmes sociocritiques et de la référence au Zeitoper. En se concentrant sur les quelques interprètes et le soliste, Blacher peut créer une dramaturgie intense.
L'opéra n'a pas trouvé de place solide dans le répertoire et est rarement joué aujourd'hui. En 2010, Die Flut est mise en scène avec deux autres courts opéras de Blacher (Abstrakte Oper Nr. 1 et Ariadne) à l'Opéra-Comique de Berlin.

## Source de la traduction
- (de) Cet article est partiellement ou en totalité issu de l’article de Wikipédia en allemand intitulé « Die Flut (Oper) » (voir la liste des auteurs).